# Yevhen Chumak
Yevhen Chumak est un footballeur ukrainien né le 25 août 1995 à Hloukhivtsi, dans l'Oblast de Vinnytsia. Il évolue au poste de milieu de terrain.

## Biographie

### En club
Il inscrit son premier but dans le championnat d'Ukraine le 1er mars 2015, face au club du Metalist Kharkiv. La même année, le Dynamo Kiev remporte le titre de champion.

### En équipe nationale
Avec la sélection ukrainienne, il participe au championnat d'Europe des moins de 19 ans 2014 organisé en Hongrie, puis à la Coupe du monde des moins de 20 ans 2015 qui se déroule en Nouvelle-Zélande. Lors du mondial, il joue trois matchs.

## Carrière
- 2015-201. : Dynamo Kiev ( Ukraine)

## Palmarès
- Champion d'Ukraine en 2015 avec le Dynamo Kiev